# Cenk Akyol
Cenk Akyol (Istanbul, 16 aprile 1987) è un allenatore di pallacanestro ed ex cestista turco.
È alto 198 cm per 90 kg di peso. Era un giocatore duttile, capace di ricoprire più ruoli: sebbene fosse riconosciuto come guardia, riusciva ad adattarsi in diverse posizioni negli svariati sistemi di gioco.

## Carriera
Cresciuto nell'Efes Pilsen, nel 2005 è stato prelevato al Draft NBA dagli Atlanta Hawks al secondo giro, come 59ª scelta. È rimasto comunque a giocare in Turchia, vincendo due campionati turchi e una Coppa di Turchia.
Nel 2009, dopo aver partecipato alla Summer League di Las Vegas, gli Atlanta Hawks decidono di lasciarlo maturare ancora un paio d'anni nei campionati europei prima di farlo accasare definitivamente tra i Pro americani. La scelta del giocatore e di chi lo segue è ricaduta sull'AIR Avellino, squadra del campionato italiano. Nel primo quarto della gara con Treviso si infortuna al polso: dai controlli effettuati emerse una frattura allo scafoide della mano sinistra, che lo tenne lontano dai campi di gioco per circa 40 giorni. Nel 2010 viene acquistato dall'Efes Pilsen, con il quale firma un contratto biennale
Nel 2005 e nel 2007 è stato convocato per disputare gli Europei con la maglia della Nazionale turca. Nel 2006 ha inoltre preso parte al Mondiale. Ha vinto la medaglia d'argento al mondiale 2010 giocando sei gare e 72 minuti totali. Il 21 febbraio 2014 i suoi diritti NBA passano ai Los Angeles Clippers nella trade che ha portato agli Atlanta Hawks lo statunitense Antawn Jamison.

## Palmarès
- Campionato turco: 4

Efes Pilsen: 2003-04, 2004-05, 2008-09
Galatasaray: 2012-13
- Coppa di Turchia: 4

Efes Pilsen/Anadolu Efes: 2005-06, 2006-07, 2008-09, 2014-15
- Coppa del Presidente: 1

Efes Pilsen: 2010